# 藤野智一
藤野 智一（ふじの ともかず、1967年1月25日 - ）は、日本の元自転車競技選手で、現在はチームブリヂストン・アンカー監督。東京都出身。国分寺市立第四中学校出身。バルセロナオリンピック個人ロードに出場し、日本人同種目最高位たる21位で完走。1998・1999年には日本チャンピオンとなり、2002年引退。

## 主な成績
1994
ツール・ド・おきなわ優勝
1995
アフォルテルン・アム・アルビス (スイス)優勝
1997
ツール・ド・おきなわ優勝
1998
 全日本自転車競技選手権大会優勝
ツール・ド・おきなわ 準優勝
1999
 全日本自転車競技選手権大会優勝
2000
ツアー・オブ・ジャパンステージ4・3位